# Jean Baptiste Vermay
Jean Baptiste Vermay (Tournan-en-Brie, 15 ottobre 1786 – L'Avana, 30 marzo 1833) è stato un pittore, architetto e scenografo francese, esponente del classicismo accademico.
Fu il primo direttore della Academia Nacional de Bellas Artes San Alejandro a L'Avana, Cuba

## Biografia
Jean Baptiste Vermay de Beaume nacque il 15 ottobre 1786 a Tournan-en-Brie, un villaggio a circa 40 chilometri da Parigi da Claude, mastro-carpentiere, e da Madeleine Beaume.

## Periodo parigino
A 11 anni fu mandato a Parigi per seguire i corsi di pittura di Jacques Louis David (1748-1825) massimo esponente del neo classicismo, il nuovo stile accademico celebrativo della Rivoluzione francese prima e dell'Impero poi, in antagonismo col gotico, barocco e rococò della vecchia classe dirigente aristocratica e clericale altrimenti nota come Ancien régime.

In questo contesto si formò il giovane Jean Baptiste Vermay che all'Esposizione di pittura di Parigi del 1808 vinse la medaglia d'oro con il quadro “la morte di Maria Stuarda”. Nel 1813 ebbe l'esenzione dal servizio militare da Napoleone stesso alla cui figlioccia, Ortensia di Beauharnais, dette anche lezioni di disegno. La sua carriera seguì quindi le sorti dell'astro napoleonico. Di questo periodo sono note poche opere.

## Periodo cubano
Sembra che fosse iscritto alla massoneria, quando la caduta di Napoleone lo costrinse a lasciare la Francia, per la Germania e l'Italia in un primo tempo e poi per gli Stati Uniti d'America, ma anche qui solo per un breve periodo, prima di sbarcare nel 1816 definitivamente a Cuba a L'Avana dove la nuova borghesia, arricchitasi con la produzione e il commercio dello zucchero, manifestava un crescente bisogno di autocelebrazione che il nuovo stile aulico venuto dall'Europa rivoluzionaria si adattava molto bene a soddisfare, in questo assecondata dalla politica dell'Arcivescovo Juan Josè Diaz de Espada y Landa che acquistò alcune sue tele – tra cui “Patsmo di Sicilia”, copia esatta da Raffaello – collocandole in alcune chiese dell'Avana.
Inoltre si accorda con Vermay perché finisca le opere pittoriche iniziate dall'italiano Giuseppe Perovani (1765-1835) nella Cattedrale dell'Avana, specialmente le tele per gli altari.

L'11 gennaio 1818 in un'aula del Convento di Sant'Agostino fu fondata l'Accademia Gratuita di Pittura e Disegno dell'Avana, e Vermay venne nominato direttore.
Il 19 aprile 1826, cadde da un'altissima impalcatura sul pavimento di marmo, mentre stava restaurando o dipingendo alcuni affreschi nel plafone della Cattedrale dell'Avana e pur riportando numerose fratture si salvò.
Nel 1827 progettò e edificò il teatro "Diorama" su un terreno in fondo all'antico giardino botanico dell'Avana. Inaugurato l'8 luglio 1828 con un'esposizione di disegni dell'Accademia Gratuita di Pittura e Disegno dell'Avana, questo divenne il luogo di riunione della società avanera più colta.
Jean Baptiste Vermay a Cuba fu nominato “Pittore di camera” di sua Maestà il re di Spagna Ferdinando VII.

Jean Baptiste Vermay morì il 30 marzo 1833, altre fonti riportano il 20 marzo, all'Avana vittima di una epidemia di colera.

## Famiglia a Cuba
All'Avana, Vermay sposò Louise Lon de Parceval, da cui ebbe l'unico figlio Claudio Justo. che oltre ad essere maestro massone come il padre, si distinse come professore di lingua greca nel collegio di San Salvador, di proprietà di Josè de la Luz y Caballero.

## Opere
- La nascita di Enrico IV - 1804
- La condanna a morte di Maria Stuarda - 1808
- San Luigi, prigioniero in Egitto - 1814 - museo di Angers, Francia
- Ritratto d'uomo - 1819
- San giuseppe, San Atanasio - Museo Nazionale di Cuba.
- opere andate perdute:
- San Giovanni Battista e Vergine di Guadalupe, dipinti per la chiesa della Carità
- San Ignazio di Loyola, dipinto per la chiesa di San Nicola
- La Vergine del pesce, dipinto per la chiesa dell'Angelo
- la più celebrata è la triade commemorativa conservata nel "Templete" a L'Avana :
- La prima messa  - 1826
- Il primo capitolo - 1826
- L'inaugurazione del tempio - 1828